# IC 18
IC 18 هو اصطدام مجري، يقع في كوكبة قيطس. اكتشف في 31 أغسطس 1892 .

## روابط خارجية
- IC 18 على موقع ويكي سكاي: DSS2, SDSS, GALEX, IRAS, Hydrogen α, X-Ray, Astrophoto, Sky Map, Articles and images